# David Mervyn Blow
David Mervyn Coup FRS FInstP  (27 juin 1931 - 8 juin 2004)  est un biophysicien britannique. Il est surtout connu pour le développement de la cristallographie aux rayons X, une technique utilisée pour déterminer les structures moléculaires de dizaines de milliers de molécules biologiques. Cela a été extrêmement important pour l'industrie pharmaceutique.

## Biographie
Blow est né à Birmingham, en Angleterre. Il fait ses études à la Kingswood School de Bath, Somerset et à l'Université de Cambridge où il remporte une bourse pour le Corpus Christi College de Cambridge. Il obtient un doctorat en 1958 pour l'analyse aux rayons X de l'hémoglobine sous la direction de Max Ferdinand Perutz.
Après avoir obtenu son diplôme de Cambridge, Blow passe deux ans au Massachusetts Institute of Technology (MIT) et aux National Institutes of Health (NIH) financés par le Programme Fulbright.
En 1954, il rencontre Max Perutz et ils commencent à étudier une nouvelle technique dans laquelle les rayons X seraient passés à travers un échantillon de protéine. Cela conduit finalement à la création d'une structure tridimensionnelle de l'Hémoglobine. Blow est nommé professeur de biophysique à l'Imperial College de Londres en 1977. Richard Henderson , Paul Sigler et Alice Vrielink sont parmi ses doctorants.
Blow est élu membre de la Royal Society (FRS) en 1972. Il reçoit le prix Wolf de chimie en 1987.
Blow épouse Mavis Sears en 1955 et ils ont deux enfants, un fils Julian et une fille Elizabeth . Il est décédé d'un cancer du poumon à l'âge de 72 ans, à Appledore, Torridge (près de Bideford), Devon .